# ジューコフ博物館
ジューコフ博物館（モンゴル語：Г.К.Жуковын гэр музей）はモンゴルのウランバートル市バヤンズルフ区に所在する博物館。
ジューコフとは、ソビエト連邦の将軍ゲオルギー・ジューコフのことで、ノモンハン事件の際にソビエト連邦・モンゴル合同軍の指揮を執り、大日本帝国・満洲国軍と戦ったモンゴル人民共和国英雄であり、1939年9月から1940年5月まで家族とともにこの地に住んでいた。
この博物館は、1979年にノモンハン事件戦勝40周年を記念して設立された。館内には、当時の戦史資料や軍服、兵器などが展示されている。2008年2月24日、ソビエト赤軍創立90周年記念として改装され、再オープンした。